# Acadèmia del Cinema Italià
L'Acadèmia del Cinema Italià (en italià Accademia del Cinema Italiano) és una fundació de dret privat que promou el coneixement i la difusió del cinema italià a Itàlia i a l'estranger. Amb aquesta finalitat, l'Acadèmia atorga cada any el premi David di Donatello.
Es va fundar per iniciativa d'Agis i Anica el 1963, quan l'Ente David di Donatello es va independitzar de l'Open Gate Club. El 2007 l'Ente va assumir la denominació "Accademia del Cinema Italiano", analogia amb els principals premis internacionals de cinema (els premis Oscar als Estats Units, els premis César a França, els BAFTA al Regne Unit, els premis Goya a Espanya), emanacions de les respectives acadèmies nacionals de cinema.

## Presidents
- Italo Gemini (1963-1970)
- Eitel Monaco (1971-1977)
- Paolo Grassi (1978-1980)
- Gian Luigi Rondi (1981-2016)
- Giuliano Montaldo (2016-2017) (ad interim)
- Piera Detassis (2018-en el càrrec)